# صمم تام
صَمَمٌ Anacusis أو صمم تام هي حالة من الصمم التام.
هناك نوعان من ألصَمَمٌ anacusis :
- صمم احادي الجانب تعني صمم أذن واحدة تماما.
- أما الحالة الثانية فهي صمم ثنائي فتعني هناك ان الصمم كامل في كلتا الأذنين.